# Rebecca Ferguson (Schauspielerin)

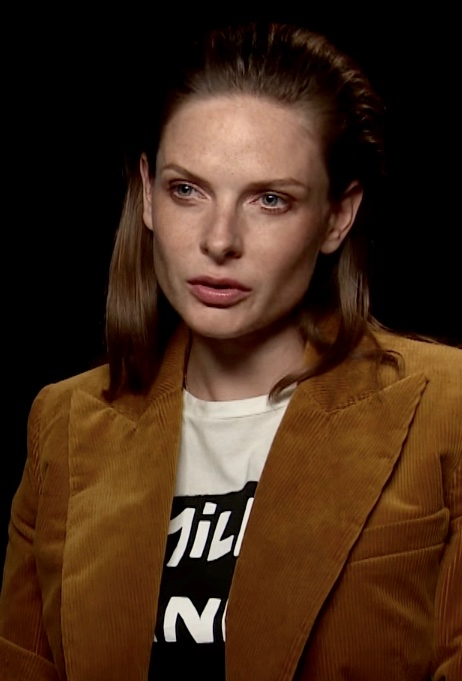
Rebecca Ferguson (2018)

Rebecca Louisa Ferguson Sundström (* 19. Oktober 1983 in Stockholm) ist eine schwedische Schauspielerin.

## Leben
Rebecca Louisa Ferguson wuchs in Stockholm als Tochter einer britischen Mutter und eines schwedischen Vaters mit ihren drei Geschwistern auf. Sie besuchte die Adolf Fredriks Musikklasser.
Bekannt wurde Ferguson in ihrem Heimatland durch ihre Rolle in der schwedischen Seifenoper Nya tider. Nach weiteren Film- und Fernsehauftritten sah man sie in der Serie Kommissar Wallander neben Kenneth Branagh.
Sie erhielt im Jahr 2013 die Hauptrolle der Königin Elizabeth in der britischen Fernsehserie The White Queen. Für ihre schauspielerische Leistung erhielt sie bei den 71. Golden Globe Awards eine Golden-Globe-Nominierung in der Kategorie beste Hauptdarstellerin – Mini-Serie oder TV-Film. Im Jahr 2013 stand sie in der Hercules-Verfilmung mit Dwayne Johnson vor der Kamera und spielte die Rolle der Ergenia.
2015 war sie in Mission: Impossible – Rogue Nation zu sehen. Auch in den Fortsetzungen Mission: Impossible – Fallout (2018) und Mission: Impossible – Dead Reckoning Teil Eins (2023) übernahm sie eine tragende Rolle.
2017 spielte Ferguson im Filmmusical Greatest Showman die Rolle der schwedischen Opernsängerin Jenny Lind, wobei ihre Gesangsstimme von Loren Allred übernommen wurde.
Im selben Jahr wurde Rebecca Ferguson in die Academy of Motion Picture Arts and Sciences (AMPAS) aufgenommen, die jährlich die Oscars vergibt.
Synchronisiert wurde Ferguson bislang fast ausschließlich von Berenice Weichert, einzige Ausnahme war Greatest Showman (Luise Helm).

## Privates
Rebecca Ferguson ist seit Ende 2018 mit Rory St Clair Gainer verheiratet, das Paar hat eine 2018 geborene Tochter. Aus einer früheren Beziehung hat sie zudem einen Sohn (geb. 2007).

## Filmografie (Auswahl)
- 1999–2000: Nya tider (Fernsehserie, 54 Episoden)
- 2002: Ocean Ave. (Fernsehserie, Episode 1x05)
- 2004: Der Fluch von Hellestad (Strandvaskaren)
- 2008: Kommissar Wallander: Die falsche Fährte (Wallander, Fernsehserie, Episode 1x01 Sidetracked)
- 2011: A One-way Trip to Antibes (En enkel till Antibes)
- 2013: Der Kommissar und das Meer (Fernsehserie, Episode 1x13 Der Wolf im Schafspelz)
- 2013: VI
- 2013: The White Queen (Miniserie, zehn Episoden)
- 2014: Hercules
- 2014: The Red Tent (Miniserie, zwei Episoden)
- 2015: Mission: Impossible – Rogue Nation
- 2016: Despite the Falling Snow
- 2016: Florence Foster Jenkins
- 2016: Girl on the Train (The Girl on the Train)
- 2017: Life
- 2017: Schneemann (The Snowman)
- 2017: Greatest Showman (The Greatest Showman)
- 2018: Mission: Impossible – Fallout
- 2018: Little Match Girl (Kurzfilm)
- 2019: Wenn du König wärst (The Kid Who Would Be King)
- 2019: Men in Black: International
- 2019: Doctor Sleeps Erwachen (Doctor Sleep)
- 2021: Reminiscence – Die Erinnerung stirbt nie (Reminiscence)
- 2021: Dune
- seit 2023: Silo (Fernsehserie)
- 2023: Mission: Impossible – Dead Reckoning Teil Eins (Mission: Impossible – Dead Reckoning Part One)
- 2024: Dune: Part Two